# ピアチェンツァ県

ピアチェンツァ県
Provincia di Piacenza

ピアチェンツァ県 (ピアチェンツァけん、Provincia di Piacenza) は、イタリア共和国エミリア＝ロマーニャ州に属する県。県都はピアチェンツァ。

## 地理

### 位置・広がり
東西に長いエミリア＝ロマーニャ州の最も西に位置する県で、北にロンバルディア州、西にピエモンテ州、南西にリグーリア州と接する。県都ピアチェンツァは県域の北部に位置しており、ミラノから南東へ61km、ジェノヴァから北東へ92km、州都ボローニャから北西へ145km、トリノから東へ157km、首都ローマから北北西へ419kmの距離にある。
隣接する県は以下の通り。
- ローディ県（ロンバルディア州） - 北
- クレモナ県（ロンバルディア州） - 北東
- パルマ県 - 東
- ジェノヴァ県（リグーリア州） - 南西
- アレッサンドリア県（ピエモンテ州） - 西
- パヴィーア県（ロンバルディア州） - 北西

### 県内の地域と主要な都市

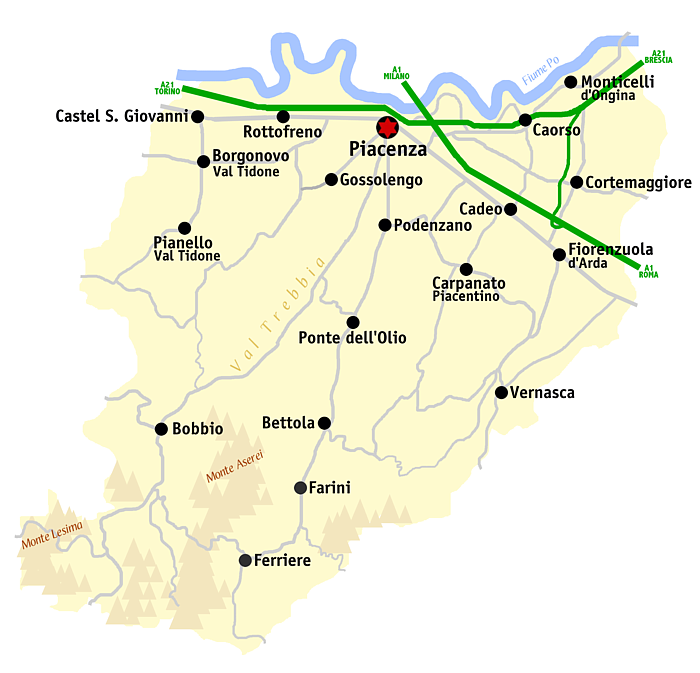
ピアチェンツァ県

2001年に行われた居住地区（Località abitata）別人口統計によれば、人口1万人以上の都市は以下の通り。（　）内は所属コムーネ（自治体）名を示すが、都市名と同一の場合は省いた。
- ピアチェンツァ - 89,882人
- フィオレンツオーラ・ダルダ - 11,804人
- カステル・サン・ジョヴァンニ - 10,118人
- サン・ニコロ （ロットフレーノ） - 6,581人
- ボルゴノーヴォ・ヴァル・ティドーネ - 5,186人

- ピアチェンツァ
- フィオレンツオーラ・ダルダ
- カステル・サン・ジョヴァンニ

## 行政区画
ピアチェンツァ県には46のコムーネが属する。主要なコムーネ（人口上位10位）は下表の通り。左端の数字はISTATコードを示す。人口は2023年1月1日現在。
右の地図中の番号は、コムーネのISTATコード下3桁を示す。下表に掲げた主要なコムーネのうち、地図中に名称を記さなかったものについては、番号を太字で示した。
| コード | 自治体名                           | 人口    |
| ------ | ---------------------------------- | ------- |
| 033032 | ピアチェンツァ                     | 102,728 |
| 033021 | フィオレンツオーラ・ダルダ         | 14,907  |
| 033013 | カステル・サン・ジョヴァンニ       | 14,097  |
| 033039 | ロットフレーノ                     | 12,226  |
| 033035 | ポデンツァーノ                     | 9,054   |
| 033006 | ボルゴノーヴォ・ヴァル・ティドーネ | 8,113   |
| 033011 | カルパネート・ピアチェンティーノ   | 7,663   |
| 033038 | リヴェルガーロ                     | 7,056   |
| 033037 | ポンテヌーレ                       | 6,538   |
| 033007 | カデーオ                           | 5,968   |

## 人物

### 著名な出身者
- ジョルジオ・アルマーニ - ファッションデザイナー。ピアチェンツァ生まれ。